# Ochoco West
Ochoco West es un lugar designado por el censo ubicado en el condado de Crook en el estado estadounidense de Oregón. En el Censo de 2020 tenía una población de 432 habitantes y una densidad poblacional de 378,95 habitantes por km². Fue incluido como CDP en el censo de 2020.

## Geografía
Ochoco West se encuentra ubicado en las coordenadas 44°24′11″N 120°55′15″O / 44.40306, -120.92083.Según la Oficina del Censo de los Estados Unidos,  tiene una superficie total de 1,14 km², todos correspondientes a tierra firme.